# El Zopilote
 (octobre 2023).
Si vous disposez d'ouvrages ou d'articles de référence ou si vous connaissez des sites web de qualité traitant du thème abordé ici, merci de compléter l'article en donnant les références utiles à sa vérifiabilité et en les liant à la section « Notes et références ».
El Zopilote est la quinzième histoire de la série Jerry Spring de Jijé. Elle a été publiée pour la première fois du no 1252 au no 1273 du journal Spirou, puis sous forme d'album en 1964.

### Documentation
- Marc Voline, « Les 50 Meilleurs Albums de l'année : El Zopilote », dans Jean-Luc Fromental (dir.), L'Année de la bande dessinée 82-83, Temps futurs, 1982, p. 46.